# 天使の処刑人 バイオレット&デイジー
『天使の処刑人 バイオレット&デイジー』（てんしのしょけいにん バイオレットアンドデイジー、Violet & Daisy）は、2011年のアメリカ合衆国のアクション・コメディ映画。ジェフリー・フレッチャー監督・脚本。シアーシャ・ローナンとアレクシス・ブレデルが演じるティーンエイジャーの殺し屋コンビが描かれる。

## ストーリー
ニューヨークに住むキュートなバイオレットとデイジーは一見普通のティーンエイジャーだが、その裏の顔は殺し屋である。しかし、お手軽な殺ししか請け負わない。そんなある日、2人は仕事仲間のラスから、報酬アップの楽な仕事を依頼される。一度は断るが、憧れのバービー・サンデーの新作ドレス欲しさから、一転してそれを引き受ける。ターゲットは自ら電話で殺して欲しいと頼んできた男であり、仕事の内容自体は今回も至極簡単なもの。こうして、ターゲットの部屋への潜入にも楽々と成功したバイオレットとデイジーだったが、事態は思わぬ方向に向かう。

## キャスト
※括弧内は日本語吹替
- デイジー - シアーシャ・ローナン（浅倉杏美）
- バイオレット - アレクシス・ブレデル（藤村歩）
- ラス - ダニー・トレホ（梅津秀行）
- マイケル - ジェームズ・ガンドルフィーニ（斎藤志郎）
- アイリス - マリアンヌ・ジャン＝バプティスト（斉藤貴美子）
- バービー・サンデー - コディ・ホーン
- エイプリル - タチアナ・マスラニー

## 批評家の反応
Rotten Tomatoesでは45件の批評家レビューで支持率は22%となった。